# Protoestrela

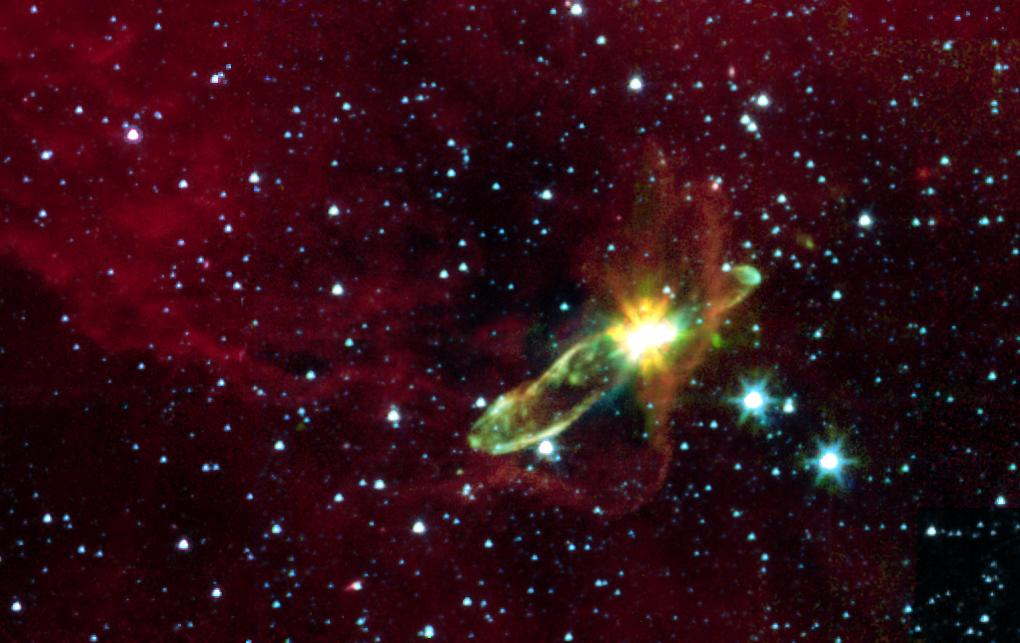
Proto-estrela Herbig-Haro 46/47

Uma Protoestrela é um protótipo de estrela, ou seja, um objeto candidato que se tornará  estrela caso sua massa seja grande o suficiente. Em virtude de alguma turbulência em uma nuvem molecular decorrente de algum evento exterior à mesma, ocorre uma ruptura no estado de equilíbrio da nuvem onde certas regiões ficam mais densas que outras. Nessas regiões formam-se glóbulos de onde, eventualmente, formam-se estrelas. Esses glóbulos começam a colapsar por conta de seu próprio peso e, à medida que isso acontece, sua temperatura aumenta. Concomitantemente, a matéria ao redor do glóbulo forma um disco em queda sobre este e, por causa disso, jatos de matéria são expelidos pelos polos, são os  objetos HH. Quando termina de acrescentar matéria em si mesma, ou seja, cessa a queda do material daquela região da nuvem sobre a protoestrela, temos uma estrela pré-sequência principal.

## Evolução

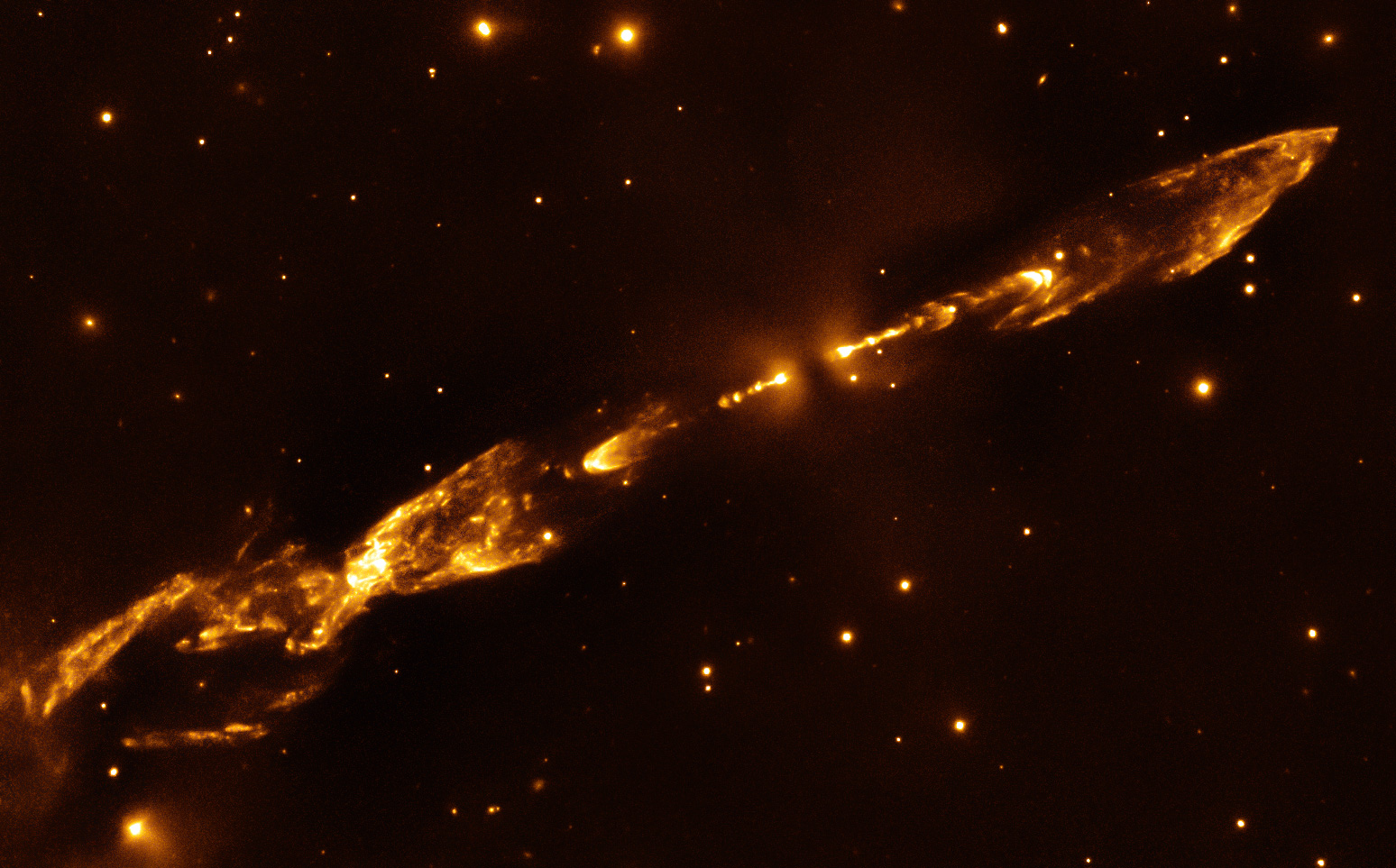
Jatos simétricos expelidos pela protoestrela jovem (Objeto Herbig-Haro 212) de alguns milhares de anos. Imagem em infravermelho.

Uma protoestrela forma-se pela contração de uma nuvem molecular gigante do meio interestelar. Essas nuvens são compostas de hidrogênio e hélio, principalmente. A partir de um determinado momento, em regiões mais densas da nuvem que formam-se glóbulos que, por sua vez, colapsam por conta de seu próprio peso. Com essa contração a temperatura interna e a pressão aumentam, estabilizando a protoestrela até que seja possível a fusão nuclear do hidrogênio.  

### Colapso da Nuvem

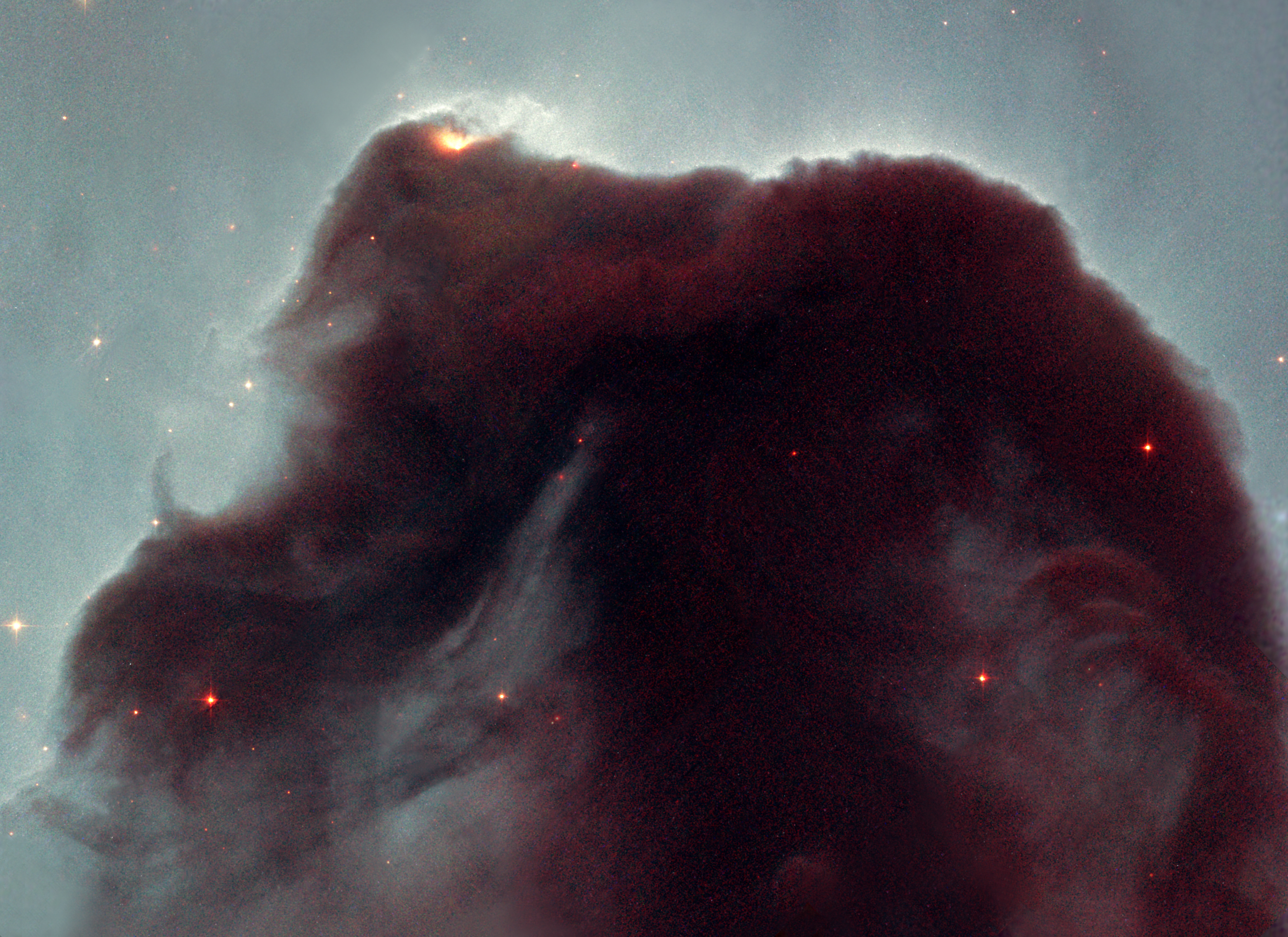
Nebulosa cabeça de cavalo, famosa nuvem molecular gigante.

No meio interestelar podemos encontrar várias nuvens de gás e poeira, dentre estas as nuvens moleculares formadas principalmente de hidrogênio e hélio. São mais densas que as nuvens comuns e seu tamanho e sua densidade permitem a formação de moléculas. As observações nos indicam que as estrelas se formam a partir dessas grandes nuvens de matéria interestelar. Devida à alta densidade, as nuvens moleculares onde se formam estrelas impedem a passagem da luz visível, sendo necessária a observação em infravermelho ou no domínio do rádio. Por serem opacas, também são chamadas de  nebulosas escuras. 
Uma nuvem molecular pode estar em um estado de equilíbrio dinâmico — como um todo, a energia de ligação gravitacional da nuvem é balanceada pela pressão térmica, pressão magnética e velocidade orbital das moléculas constituintes. Qualquer perturbação externa à nuvem podem abalar este estado de equilíbrio que causam uma contração, um colapso em certas regiões da nuvem. Tais razões físicas externas à nuvem podem ser ondas de choque de supernovas nas proximidades da nuvem, ondas de densidade espiral dentro das galáxias, ou a aproximação ou colisão com outras nuvens. Qualquer que seja a fonte do distúrbio, se ela é suficientemente forte para provocar que a força de atração gravitacional se torne maior a ponto de surgir uma força atrativa resultante em alguma região particular da nuvem, esta colapsa em várias regiões formando glóbulos e acumula massa em um determinado ponto, aumentando portanto a densidade local.

Nebulosa de Órion, uma região de formação de estrelas

O tempo envolvido nesse processo de contração da nuvem molecular até a formação das estrelas é da ordem de  milhões de anos. Acontece que uma única nuvem não se contrai em um só lugar. Com o início desse processo de contração gravitacional, ela se divide em outras nuvens menores: as regiões mais densas de cada uma delas colapsam sob a ação de sua própria gravidade. 
Dadas as condições gerais da nuvem molecular, a formação das estrelas deve acontecer com um disco de acreção e, enquanto parte da matéria cai sobre a protoestrela, outra parte ionizada é lançada na forma de jatos bipolares. Durante os estágios iniciais, a contração do glóbulo é mais rápida. Porém, à medida que sua densidade aumenta, a radiação infravermelha não mais escapa do interior do objeto, pois este torna-se opaco aumentando sua temperatura e pressão até que o colapso chegue ao fim, dando origem a um núcleo central em equilíbrio hidrostático que chamamos de protoestrela.

### Aquecimento
Quando a nuvem se contrai, ela começa a aumentar em temperatura. Isto é causado pela conversão da energia potencial gravitacional para energia interna, na forma de calor. Quanto mais a nuvem contrai, mais a temperatura aumenta. Ou então, aproximando o gás envolvido no processo para um gás ideal, tendo em mente a equação de Clapeyron, notamos que se comprimirmos o gás então sua temperatura e sua pressão aumentam, assim como ocorre com a nuvem molecular em questão. 
Colisões entre moléculas frequentemente as colocam em um estado excitação, forçando-as a emitir radiação para se livrar do excesso de energia. A maior parte desta radiação, normalmente de uma frequência característica, irá escapar prevenindo o rápido aumento na temperatura da nuvem. Quando a temperatura é entre 10 a 20 kelvins esta radiação encontra-se na faixa das micro-ondas ou infravermelho.
À medida em que a nuvem contrai a densidade central aumenta rapidamente enquanto que as camadas mais externas mantêm sua densidade. Torna-se mais difícil que a radiação emitida escape, pois o gás se torna cada vez mais opaco e a radiação e a temperatura dentro do núcleo aumentam, desta forma a pressão interna também aumenta o que impede o colapso total da núvem, revelando um núcleo em equilíbrio hidrostático, porém as camadas externas ainda estão sendo acrescentadas. Esse núcleo é chamado de protoestrela.
Tendo a temperatura interna alcançado  2000 K, a protoestrela usa parte de sua energia interna para dissociar as moléculas de hidrogênio H2 , logo, perde-se o equilíbrio hidrodinâmico. Quando todo o hidrogênio central é dissociado para a forma atômica restaura-se a estabilidade.

### Nascimento
Quando a região central do glóbulo se torna opaca e, consequentemente, sua pressão interna e temperatura aumentam de tal forma a interromper o colapso, temos uma protoestrela. A fase de pré-sequência principal inicia quando o processo de contração da nuvem atinge um ponto crítico, encerrando o período de protoestrela. A energia liberada durante esta transformação interrompe a contração, perturbando e dispersando grande parte do restante da nuvem.
Inicialmente, a protoestrela contém aproximadamente apenas um por cento da massa que apresenta no final do processo. Matéria externa permanence sendo atraída para a protoestrela até que a temperatura interna do núcleo seja alta o suficiente para que se dê início às reações termonucleares. Quando isso ocorre, a protoestrela passa a emitir um forte vento de partículas, o que termina o acréscimo  de material. Quando isso ocorre consideramos não mais uma protoestrela, mas sim uma estrela jovem.

## Descoberta
O físico britânico James Jeans considerou o fenômeno acima em detalhes. Ele foi capaz de mostrar que, sobre apropriadas condições, uma nuvem, ou parte dela, poderia iniciar a contração como descrito acima. Derivou uma formula para calcular a massa e tamanho que uma nuvem deveria alcançar em função de sua densidade e temperatura antes da contração gravitacional começar. Esta massa critica é conhecida como massa de Jeans, dada pela formula abaixo:
{\displaystyle M_{j}={\frac {9}{4}}\times \left({\frac {1}{2\pi n}}\right)^{\frac {1}{2}}\times {\frac {1}{m^{2}}}\times \left({\frac {kT}{G}}\right)^{\frac {3}{2}}}
onde n é número de densidade da particular, m é a média das partículas de gás T é a temperatura do gás.

## Fragmentação
As estrelas são frequentemente encontradas em grupos aparentemente formados ao mesmo tempo, conhecidos como clusters, ou aglomerados. Isto pode ser explicado ao observar que a contração da nuvem não se dá de modo uniforme. A nuvem molecular gigante pode ter velocidade turbulenta em diversas direções dentro da nuvem. Estas velocidades comprimem a nuvem através de ondas de choque, as quais geram filamentos e estruturas agrupadas dentro da nuvem em diversas dimensões e densidades.
Este processo é designado como fragmentação turbulenta. Algumas estruturas agrupadas poderão exceder a massa de Jeans e se tornar gravitacionalmente instáveis, fragmentando uma parte da nuvem e contraindo este fragmento em um ou mais pontos em que estrelas poderão surgir.A nuvem pode fragmentar em porções menores, áreas densas as quais por sua vez podem se fragmentar em áreas menores ainda. O resultado obtido é um aglomerado de protoestrelas, que futuramente poderá gerar um cluster de estrelas com idade semelhante.
Estrelas jovens são encontradas imersas nas nuvens onde tiveram origem, evoluem a partir de um aglomerado de protoestrelas e posteriormente tornam-se estrelas  T-Tauri que, com sua superfície quente e seus ventos estelares, são capazes de aquecer o gás à sua volta e formam uma região de HII. Posteriormente o restante da nuvem se esvai.